# Anton Becker
Anton Becker (11. listopadu 1868 Budkov – 7. ledna 1955 Vídeň ) byl rakouský učitel, geograf a památkář.

## Biografie
Anton Becker se narodil v roce 1868 v Budkově u Jemnice, jeho otcem byl správce knížecího lichtenštejnského panství Max Becker a jeho matkou byla Gabriela (rozená Sudová). Absolvoval gymnázium v Jihlavě a IX. okresu ve Vídni, následně nastoupil na studia historie a geografie na vídeňské univerzitě. Tam dosáhl doktorátu z historie. V roce 1893 složil učitelskou zkoušku ze zeměpisu a dějepisu a nastoupil do rakouského státního školství. Po působení v Riesu (Horní Rakousy), Linci a IX. okresu ve Vídni se Anton Becker stal středoškolským učitelem v Oberhollabrunnu. Pak se Becker stal profesorem na piaristickém gymnáziu v VIII. okresu ve Vídni.
V roce 1909 se Anton Becker stal ředitelem Císařské a královské pedagogické školy v Oberhollabrunnu, kde dříve působil a kde se připravovali učitelé pro rakouskou státní službu. Jen krátce poté přešel na Dolnorakouskou učitelskou akademii při Pädagogium ve Vídni. Tam založil zeměpisný seminář. V roce 1913 se Anton Becker stal zemským školním inspektorem pro Dolní Rakousy a Vídeň a v roce 1922 odešel v 54 letech do předčasného důchodu.
Od té doby se věnoval svým koníčkům. V roce 1923 se stal lektorem metodiky výuky geografie na vídeňské univerzitě a na Vysoké škole světového obchodu a přírodních věd (Hochschulen für Welthandel und Bodenkultur). Této funkce se vzdal v roce 1938, kdy bylo Rakousko připojeno k Německé říši.
Po skončení druhé světové války se Anton Becker zapojil do obnovy Rakouska a znovu nastoupil na Pedagogický institut ve Vídni, kde zůstal až do roku 1948, než definitivně odešel do důchodu.
Anton Becker byl členem Vídeňské geografické společnosti a od roku 1930 až do své smrti v roce 1955 předsedou Spolku pro regionální studia a ochranu památek Dolního Rakouska a Vídně. Byl také členem vídeňské Uranie a Vlastivědného muzea a Dolnorakouského zemského muzea a angažoval se v ochraně památek.

## Dílo
Anton Becker publikoval v mnoha odborných časopisech z oblasti vzdělávání, místní historie a geografie a redigoval dva časopisy „Zeitschrift für Schulgeographie“ a „Zeitschrift für österreichisches Volksschulwesen“. Především pro učitele napsal „Führer für Lehrausflüge in der Umgebung von Wien“ (Průvodce pro výukové exkurze v okolí Vídně), jehož vyšla čtyři vydání. Kromě toho vydal spolu s Fritzem Bifflem pět čísel „Führer für Lehrwanderungen in der Umgebung von Wien“ (Průvodce pro pedagogické vycházky v okolí Vídně).

## Ocenění
- 1928 Zlatá medaile za zásluhy o Rakouskou republiku
- 1953 Zlatá medaile města Vídně
- Čestný odznak pro spolkovou zemi Dolní Rakousko
- Čestný titul Dvorního rady